# Maria-luísa
Maria-luísa (Paralonchurus brasiliensis) é uma espécie de peixe teleósteo, perciforme, da família dos cianídeos. Atinge em média 25 cm de comprimento, embora o macho possa chegar aos 30 cm.
As maria-luísas se alimentam principalmente de vermes, pequenos peixes, crustáceos e moluscos. Trata-se de um peixe demersal habituado ao clima tropical que vive a cerca de 50 m de profundidade, em fundos enlameados. Podem ser encontradas no Oceano Atlântico ocidental entre o México e o sul do Brasil. São aproveitadas pela pesca comercial, sendo normalmente vendidas frescas e salgadas.
No litoral do Brasil a espécie pode ser encontrada em abundância e durante todo o ano, sendo frequentemente pescada juntamente com o camarão, visto que este é um de seus principais alimentos. Por essa razão e pelo fato de ser vendida com outros peixes, devido ao baixo valor comercial, também é chamada de "mistura". O preço baixo se deve à grande quantidade, porém a maria-luísa possui valor vital para o ecossistema marinho da costa das regiões Sul e Sudeste, onde representa uma parcela considerável da fauna íctica.